# The Feels
«The Feels» es una canción grabada por el grupo surcoreano Twice. Fue lanzada por JYP Entertainment y Republic Records el 1 de octubre de 2021, y corresponde al primer sencillo del grupo completamente en inglés.

## Antecedentes y lanzamiento
A lo largo de su trayectoria, Twice ha lanzado diversas versiones en inglés de sus canciones originalmente interpretadas en coreano, como las versiones en inglés de «More & More», «I Can't Stop Me» y «Cry for Me». Además, su versión de «I Want You Back» de The Jackson 5, un sencillo digital que se lanzó el 15 de junio de 2018, se grabó con su letra original en inglés, el que posteriormente apareció en su primer álbum japonés, BDZ, como su décima y última pista. El 20 de noviembre de 2019, el grupo lanzó su primera pista original en inglés, «What You Waiting For», como parte de su segundo álbum japonés, &Twice. 
Tras el lanzamiento de su décimo EP, Taste of Love, Twice anunció el 25 de junio de 2021 que su primer sencillo oficial en inglés sería lanzado un viernes de septiembre. El título y la fecha de lanzamiento del sencillo fueron revelados el 6 de agosto, confirmado la fecha para el 1 de octubre, luego de una serie de teasers publicados en la primera semana de agosto. El 23 de agosto, JYP Entertainment publicó un vídeo como adelanto. El 3 de septiembre, el grupo lanzó su primera foto conceptual, mientras que los pedidos anticipados del sencillo se pusieron a disposición el mismo día.
El 27 de septiembre, fue publicado el primer adelanto del vídeo musical de «The Feels».

## Promoción
Debido a su trastorno de pánico y ansiedad, se confirmó que la integrante Jeongyeon no formaría parte del período de promoción de «The Feels». Las miembros restantes de Twice aparecieron en el programa The Tonight Show Starring Jimmy Fallon con una interpretación del sencillo el 1 de octubre de 2021, en el día del lanzamiento del sencillo. El 6 de octubre, el grupo hizo una presentación en el programa estadounidense GMA3: What You Need To Know del canal ABC.

## Lista de canciones
| Descarga digital / streaming |                                                    |                                                                          |                                                            |                                              |          |  |
| N.º                          | Título                                             | Letras                                                                   | Música                                                     | Arreglo                                      | Duración |  |
| 1.                           | «The Feels»                                        | Lee Woo-min "collapsedone", Justin Reinstein, Anna Timgren, Boy Matthews | Lee Woo-min "collapsedone", Justin Reinstein, Anna Timgren | Lee Woo-min "collapsedone", Justin Reinstein | 3:18     |  |
| 2.                           | «The Feels» (The Stereotypes Remix)                | Lee Woo-min "collapsedone", Justin Reinstein, Anna Timgren, Boy Matthews | Lee Woo-min "collapsedone", Justin Reinstein, Anna Timgren | The Stereotypes                              | 3:22     |  |
| 3.                           | «The Feels» (YVES V Remix)                         | Lee Woo-min "collapsedone", Justin Reinstein, Anna Timgren, Boy Matthews | Lee Woo-min "collapsedone", Justin Reinstein, Anna Timgren | Yves V                                       | 2:15     |  |
| 4.                           | «The Feels» (Instrumental)                         |                                                                          | Lee Woo-min "collapsedone", Justin Reinstein, Anna Timgren | Lee Woo-min "collapsedone", Justin Reinstein | 3:18     |  |
| 5.                           | «The Feels» (The Stereotypes Remix [Instrumental]) |                                                                          | Lee Woo-min "collapsedone", Justin Reinstein, Anna Timgren | The Stereotypes                              | 3:22     |  |
| 6.                           | «The Feels» (YVES V Remix [Instrumental])          |                                                                          | Lee Woo-min "collapsedone", Justin Reinstein, Anna Timgren | Yves V                                       | 2:15     |  |
| 17:50                        |                                                    |                                                                          |                                                            |                                              |          |  |

## Reconocimientos

### Premios y nominaciones
| Año  | Evento           | Premio                              | Resultado | Ref.   |
| ---- | ---------------- | ----------------------------------- | --------- | ------ |
| 2022 | BreakTudo Awards | Vídeo musical internacional del año | Pendiente | [ 18 ] |

### Listados
| Publicación              | Lista                                 | Ranking  | Ref.   |
| ------------------------ | ------------------------------------- | -------- | ------ |
| Amazon Music             | Best of 2021: K-Pop                   | Incluida | [ 19 ] |
| Genius Korea             | 2021 Year End Chart - Top Songs       | 18.º     | [ 20 ] |
| Genius Korea             | 2021 Year End Chart - Top K-Pop Songs | 11.º     | [ 21 ] |
| NME                      | The 25 best K-pop songs of 2021       | 4.º      | [ 22 ] |
| Rolling Stone            | The 50 Best Songs of 2021             | 50.º     | [ 23 ] |
| Rolling Stone India      | 21 Best Korean Music Videos of 2021   | 20.º     | [ 24 ] |
| South China Morning Post | The 20 best K-pop songs of 2021       | 15.º     | [ 25 ] |

## Posicionamiento en listas
| Lista (2021)                          | Mejor posición |
| ------------------------------------- | -------------- |
| Canadá (Canadian Hot 100)             | 56             |
| Corea del Sur (Gaon Digital Chart)    | 139            |
| España (Spain Digital Song Sales)     | 10             |
| Estados Unidos (Billboard Hot 100)    | 83             |
| Estados Unidos (Billboard Global 200) | 10             |
| Japón (Japan Hot 100)                 | 3              |
| Nueva Zelanda (RMNZ)                  | 4              |
| Reino Unido (UK Singles Chart)        | 80             |
| Reino Unido (UK Indie Chart)          | 16             |

## Historial de lanzamiento
| País   | Fecha                | Formato                    | Sello                               | Ref.  |
| ------ | -------------------- | -------------------------- | ----------------------------------- | ----- |
| Varios | 1 de octubre de 2021 | Descarga digital streaming | JYP Entertainment, Republic Records | [ 6 ] |